# Cypripedium candidum
Espèce
Classification phylogénétique
Statut de conservation UICN

 VU B2ab(ii,iii,iv,v) : Vulnérable
Statut CITES
Cypripedium candidum est une espèce de plantes herbacées de la famille des Orchidaceae.

## Description
Elle mesure entre 11 et 40 cm de haut. Elle possède 3-4 feuilles, parfois 5 et chaque plant porte une fleur, parfois deux. Les sépales et les pétales varient de vert à ocre et sont striés de magenta.  Les pétales sont ondulés et spiralés.  Le label est blanc, délicatement strié de lavande au-dessus. Chaque fleur mesure 4 × 3 cm. La floraison se produit d'avril à juillet.
Cypripedium candidum dégage un parfum délicat et sucré qui peut être détecté à plus d'un mètre de la plante.

## Distribution

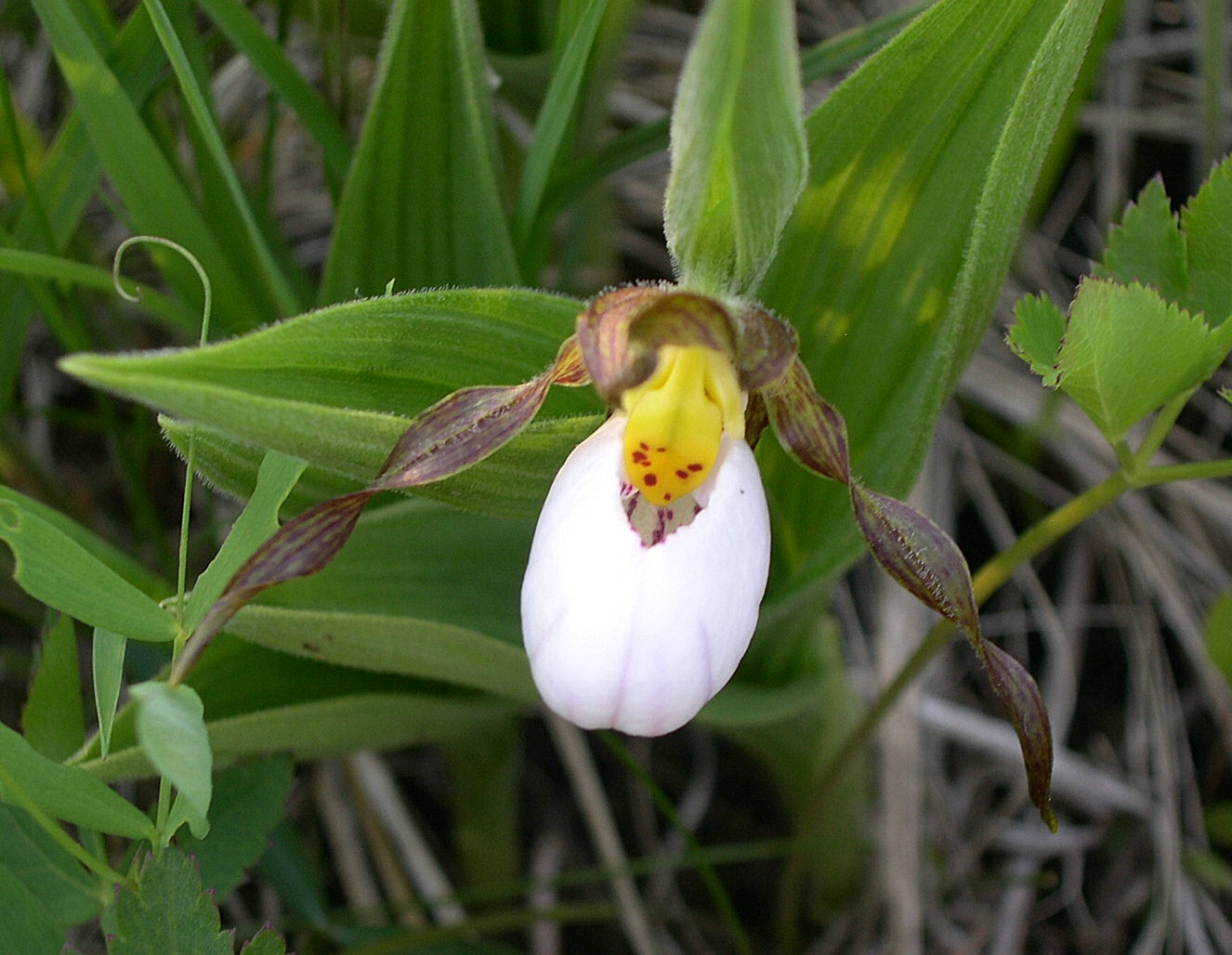
Cypripedium candidum dans l'Illinois

Cypripedium candidum est une des espèces de Cypripedium les plus en danger d'Amérique du Nord.
Dans les prairies humides, au Canada, on retrouve Cypripedium candidum en Saskatchewan, au Manitoba et en Ontario ; aux États-Unis, on le retrouve dans plusieurs états:  Alabama, Illinois, Indiana, Iowa, Kentucky, Maryland, Michigan, Minnesota, Missouri, Nebraska, New Jersey, New York, Dakota du Nord, Ohio, Pennsylvanie, Dakota du Sud, Wisconsin.